# 巨勢文雄
巨勢 文雄（こせ の ふみお）は、平安時代前期の貴族・文人。官位は従四位下・修理大夫。

## 出自
味酒首は平群氏の一族で、味酒部（酒人部の一種で醸造に従事した部民）の伴造氏。『日本三代実録』の改姓記事によると、一旦味酒臣の賜姓を受けた後、零落して伊勢国に貫付され、のちに臣姓から首姓に改姓して今度は左京に貫付されたという。父の名は不詳だが、字が酒泉であったことが知られる

## 経歴
大江音人に学び、貞観年間初め頃に文章得業生になり、正八位下に叙せられる。貞観2年（860年）6月対策の及第により三階級の加叙を受け従七位上となる。のち大内記に任ぜられる。貞観3年（861年）巨勢河守の奏上により、兄弟とみられる文主・文宗と共に味酒（うまさけ）首姓から巨勢朝臣姓に改賜姓される。なおこの改姓の理由について、文雄は以下を述べている。
- 酒というものは儀礼において重要であるが、度を過ぎることを強く戒めるべきものである。しかし、現在の姓は酒を首（第一）とするとしているため、常々改姓したいと考えており、甚だしく家が衰えていることを兄弟で深く憂いている。
- 家系によると本来は平群姓を与えられるべき。しかし、平群の字義（平凡な群れ）は凡であるところ、巨勢は字義が優れており、また平群と巨勢は兄弟であり他人ではないことから、巨勢姓を賜与されても問題ない。

貞観5年（863年）従五位下に叙爵。のち、清和朝では民部少輔・文章博士・次侍従・大学頭などを歴任する。特に橘広相が離任した貞観11年（869年）から都良香が新たに補任される貞観17年（875年）までの6年間は、文雄が単独で文章博士を務めている。なお、文章博士の官職にあった際の事績として以下のようなものがある。
- 貞観10年（868年）に野火による田邑山陵兆域の樹木焼失への対応について議論が行われた際、文雄は前漢代に宗廟で火災が発生した場合に皇帝は素服を着用したという『漢書』における故実[8]を指摘し、その意見が採用されている[9]。
- 貞観13年（871年）太皇太后・藤原順子の葬儀に際して、天皇が祖母である太皇太后の喪に服すべき期間について疑義が生じて決定できなかったために議論が行われた際、晋の故実に基づけば本来5ヶ月の喪に服すべきところであるが、唐典と本朝の令が同じく3日間喪に服すこととなっておりこれを用いるべき事を奏した（この時の位階は従五位上）[10]。
- 貞観13年（871年）応天門の変による焼亡から修復した応天門の改名の是非、および応天門・朱雀門・羅城門の名称の由来について、明経博士・文章博士らに議論が命じられた際、文雄は魏・唐において火災を理由に宮殿や城門を改称した故実を挙げ、天災と人災は共に国家の吉兆ではないことから、修復の後に改称することは妥当であること、また「応天」の名称は『礼緯含文嘉』にある「陽は人心に順い天に応ず」に因み、「朱雀」の名称については、唐の大明宮南面の門を「丹鳳門」というが「丹鳳」と「朱雀」は同義であることから、南方の門であることに因み、「羅城」の由来は明らかでないが、文勢を踏まえると羅列の意味と想定されることを述べた[11]。
- 貞観14年（872年）文章得業生・藤原佐世と共に鴻臚館において、渤海使に対する饗応を務めた[12]。
- 貞観14年（872年）から貞観19年（877年）迄の間、大学寮にて『後漢書』の講義を行った。講義では掌を打って談じ、聴講者の耳に口を近づけて厭うことなく教え、先の儒者の墨守を断って、後学の徒を啓蒙した[13]。
- 貞観18年（876年）大極殿が火災に遭った際、廃朝及び群臣が政に従うことの是非について、明経・紀伝博士らが問われた際、中国の諸朝において宮殿火災での変服・廃朝の例はないが、春秋戦国時代の諸侯では火災に対して変服・致哭の例があることから、両者を折衷して廃朝のみ実施し、天皇・群臣は平常の服を変えるべきでないことを奏し、採用された[14]。

陽成朝に入り、貞観19年（877年）に左少弁、元慶5年（881年）右中弁と弁官を歴任する一方で大学頭なども兼ね、元慶3年（879年）には正五位下に叙せられている。また、同年最後の畿内班田が行われたが、班田に対する妨害対策のために山城国に派遣されている。
元慶8年（884年）光孝天皇即位後まもなく従四位下・越前守に叙任され、仁和2年（886年）頃まで任国に赴任する。越前国は渤海使が到着することが多いために、国司として儒者が多く任ぜられ「詩国」とも呼ばれるが、文雄の任官前後で越前国司に任ぜられた儒者は遙任が多く、弁官から地方官への転任を左遷と見る向きもある。なお、同時期に讃岐守として任国に赴任していた菅原道真が文雄に関して作成した漢詩2作品が残っている。
越前守の任期を終えて帰京後しばらく散位となる。寛平2年（890年）式部省の文人簿に掲載されていなかったが、菅原道真・安倍興行と共に勅により特別に重陽宴に参加が許されている。寛平4年（892年）3月5日卒去。享年69。最終官位は修理大夫兼勘解由長官従四位下。

## 官歴
注記のないものは『六国史』による。
- 時期不詳：正八位下。文章得業生
- 貞観2年（860年） 6月14日：対策及第、従七位上
- 時期不詳：大内記
- 貞観3年（861年） 9月26日：味酒首から巨勢朝臣に改姓
- 時期不詳：正六位上
- 貞観5年（863年） 正月7日：従五位下
- 貞観8年（866年） 正月13日：民部少輔
- 貞観9年（867年） 2月11日：文章博士
- 貞観10年（868年） 正月16日：兼備後権介
- 貞観12年（870年） 12月29日：次侍従
- 貞観13年（871年） 日付不詳：従五位上。10月5日：見大学頭兼文章博士
- 貞観14年（872年） 5月23日：見兼阿波介
- 貞観19年（877年） 日付不詳：左少弁[13]
- 元慶3年（879年） 10月23日：見兼大学頭。11月25日：正五位下
- 元慶5年（881年） 7月：右中弁[24]
- 時期不詳：紀伊守
- 元慶8年（884年） 2月23日：従四位下。3月9日：越前守
- 時期不詳：修理大夫兼勘解由長官
- 寛平4年（892年） 3月5日：卒去（修理大夫兼勘解由長官従四位下）[25]

## 逸話
弟子の三善清行が方略試を受ける際、文雄は推薦文を書き「清行の才名、時輩に超越す」と記したが、菅原道真はそれを嘲って、「超越」を「愚魯」に書き換えたという。結局清行は不合格となった。